# Slaget vid vallgraven

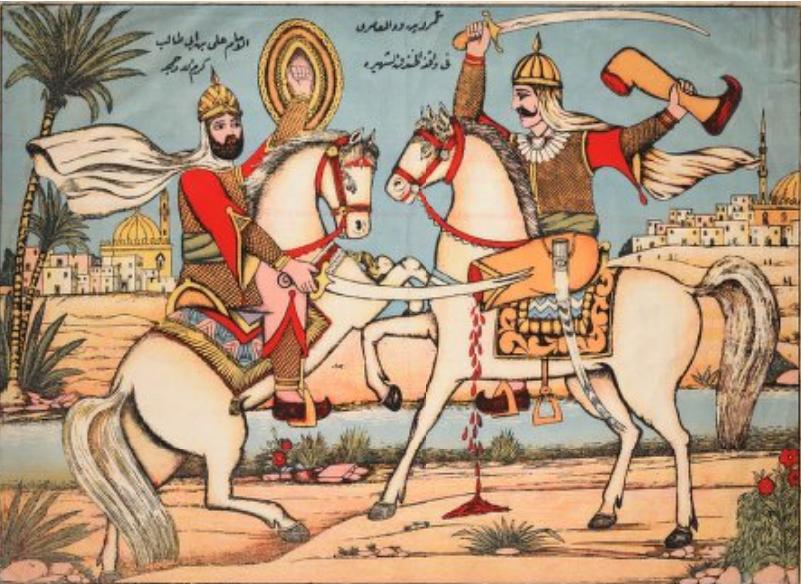
Strid mellan Ali ibn Abi Talib och Amr ibn 'Abd Wudd nära Medina.

Slaget vid vallgraven (arabiska: غزوة الخندق), även slaget vid Khandaq, var en två veckor lång belägring av Medina (som då hette Yathrib) som inleddes den 31 mars 627.

## Bakgrund
Då samfundet i Medina började ta form som religiös-politisk stat riktade dess ledare, den islamiske profeten Muhammed, sin uppmärksamhet mot Arabiens religiösa, politiska, ekonomiska och intellektuella centrum, Mecka. I nya uppenbarelser hade Muhammed fått Mecka utpekat som mål för böneriktningen (qibla) och den muslimska vallfärden (hajj). Mot Muhammeds muslimer stod Meckas mäktiga stammar som brännmärkt muslimerna som förrädare och separatister. Flera strider utkämpades mellan Mecka och det Muhammedledda Medinasamfundet. 
I slaget vid Badr 624 vann Muhammed en seger över sina till antalet överlägsna meckanska fiender. Glädjen över segern vid Badr blev inte särskilt långvarig då muslimerna besegrades av meckanerna i slaget vid Uhud 625, där Muhammed själv sårades. Meckanerna bestämde sig för att göra slut på Muhammed och hans anhängare en gång för alla och Qurayshstammens militäre ledare Abu Sufyan rörde sig mot Medina med en 10 000 man stark armé. I Medina stod Muhammed klart underlägsen med 3 000 man.

## Belägringen
Meckanerna samlade sig med en sådan snabbhet att Muhammed bara hade en vecka på sig att förbereda sig på att ta emot dem. Med en sådan fientlig övermakt var ett öppet fältslag uteslutet. Han blev tvungen att försvara sig i själva staden, i synnerhet med tanke på att det enligt den antagna författningen endast var när staden angreps som samtliga medborgare var skyldiga att delta i försvaret. Åt tre sidor var staden tämligen skyddad genom sammanbyggda husrader, endast åt norr var den öppen.
På inrådan av Salman, en före detta persisk slav, bestämde han sig här för att försöka sig på en i Arabien tidigare ej beprövad krigslist, att gräva ett dike vid de platser omkring Medina där staden låg öppen för anfall från kavalleri. Grävandet av diket kom att ge upphov till drabbningens namn, "slaget vid diket".
Meckanerna blev hejdade av diket och inledde en två veckor lång belägring av Medina. Till sin hjälp hade meckanarna beduinska legoknektar samtidigt som man försökt få Medinas judiska befolkning att resa sig i ett uppror mot Muhammed. Då de anfallande meckanarna inte kunde utnyttja sitt kavalleri lyckades Muhammed hålla stånd och angriparna drog sig snart tillbaka. Det var svårt för dem att från de ännu kala fälten skaffa nödvändiga livsmedel för den stora hären. Vid sidan av detta hade meckanernas förhandlingar med judarna av stammen Qurayza, som bodde i stadens utkant, inte lett till önskat resultat på grund av judarnas obeslutsamhet. När meckanerna dessutom såg sin dyrbaraste egendom, sina riddjur, dö i massor till följd av det hårda vädret, beslutade de sig för att avtåga.
En grupp soldater från angriparna lyckades ta sig över diket och 'Amr ibn 'Abd Wudd (som man trodde var lika med tusen stridande män) utmanade muslimerna i en duell. Ali ibn Abi Talib accepterade utmaningen och skickades av profeten till strid. Det har återberättats att när Ali gick till strid sa profeten att Ali var all tro förkroppsligad och att han skulle möta all förnekelse förkroppsligad. "Gud är större" ropades av Ali som efter segern lät den förlorades kamrater fly.

## Den efterföljande rättegången mot Quraiz
Koalitionen hade under belägringen utan framgång försökt övertala den återstående judiska stammen i Median, Qurayzas, att vända sig mot Muhammed. Många personer från Qurayzas hade lockats av koalitionens erbjudande och Muhammed såg därför stammen som ett hot och när väl belägringen var slut beslöt han sig för att en gång för alla ta itu med problemet.
Muhammed omringade Qurayzas kvarter och belägringen pågick i 25 dagar. Medlemmarna i den judiska stammen insåg att de skulle förlora och bad Muhammed att få lämna Medina under samma villkor som de andra två judiska stammarna som tidigare hade fått lämna Medina oskadda. Muhammed avslog deras begäran. De rådfrågade då en tidigare allierad (Abu Lubada) vad Muhammed skulle göra med dem om de gav upp. Han drog då fingret över strupen, vilket betydde att de skulle halshuggas.
Eftersom Muhammed hade låtit de två andra judiska stammarna leva och eftersom det inte fanns någon annan utväg valde man ändå att ge upp. Man förlitade sig på att de forna bundsförvanterna inom stammen Aws skulle hjälpa dem. Medlemmarna från Aws gjorde också detta och bad Muhammed att visa sig barmhärtig. Profeten föreslog att en person från just stammen Aws skulle få döma. Detta gick de givetvis med på. Muhammed valde då Sa'd ibn Mu'adh, en man som hade sårats under belägringen och nu var döende. Han avkrävde att hans dom skulle respekteras vilket de församlade lovade att göra. Hans utslag blev, baserat på Toran, att alla män skulle dödas, kvinnor och barn göras till slavar, deras egendom skulle delas upp. Muhammed utbrast då "Du har dömt enligt vad Allah ovan de sju himlarna har avkunnat, sanna mina ord".
Totalt var det enligt Quraizstammens egna historieskrivning, någonstans mellan 600 och 900 män som dödades. En kvinna dödades, i övrigt så blev kvinnor och barn slavar så som var överenskommet.